# Regeringen De Geer den ældre
Regeringen De Geer den ældre var Sveriges Regering fra 1876 til 1880. Ministeriet var udnævnt af kong Oscar 2. af Sverige.

## Statsminister
Louis De Geer den ældre var statsminister og leder af Kunglig Majestäts kansli.

## Andre ministre

### Justitsministre
- Louis De Geer den ældre (1876-1879).
- Ludvig Teodor Almqvist (1879-1880).

### Udenrigsministre
- Oscar Björnstjerna (1876-1880)

### Søforsvarsministre
- Fredrik von Otter (1874–1880).

### Finansministre
- Hans Forssell (1875–1880).